# Делчева, Ружа
Ру́жа Нико́лова Де́лчева (болг. Ружа Николова Делчева; 2 августа 1915, Стара-Загора, Болгария — 26 ноября 2002, София, Болгария) — болгарская актриса театра и кино.

## Биография
В 1937 году окончила Государственную театральную школу при Национальном театре Софии (класс Николая Массалитинова). После чего — в труппе этого театра. Председатель Союза артистов Болгарии в 1968—1970 годах.

## Театр
- «Три сестры» А. П. Чехова — Маша
- «Свекровь» Антона Страшимирова — Костанда
- «Лисички» Лилиан Хеллман — Регина
- «Герцогиня Падуанская» Оскара Уайльда — Беатриче

## Избранная фильмография

### Актриса
- 1938 — Страхил-воевода / Страхил войвода — Ивана
- 1940 — Они победили / Те победиха — Рада
- 1956 — Пункт первый повестки дня / Точка първа — председатель
- 1957 — Годы любви / Години за любов — Мария
- 1969 — Царь Иван Шишман / Цар Иван Шишман — Теодора Сара
- 1976 —  / Зех тъ, Радке, зех тъ — Баба Марта
- 1982 — Собака в ящике / Куче в чекмедже — Бабушка Андро
- 1985 — Этот прекрасный, зрелый возраст / Тази хубава зряла възраст —

## Награды
- 1950 — Димитровская премия
- 1959 — Димитровская премия
- 1963 — Народная артистка НРБ
- 1974 — Герой Социалистического Труда
- 2000 — Орден «Стара-планина» I степени[2]